# Ratnakara
Ratnakara var en kashmirisk skald från 800-talet e.Kr., författare till ett stort episkt diktverk Haravijaya (Haras, det vill säga Shivas, seger), hörande till den art av diktverk, som benämns mahakavya (Kavya är teknisk term på sådana litteraturverk, som är författade i enlighet med den indiska konstlärans regler, merendels konstepos).
Ratnakara är också namnet på Indiska oceanen i sanskrit-litteraturen.